# Anice Das
Anice Asha Farzana Das (* 31. Dezember 1985 in Mumbai, Indien) ist eine niederländische Eisschnellläuferin indischer Herkunft.

## Werdegang
Anice Das wurde in Mumbai geboren und gemeinsam mit ihrer Zwillingsschwester bereits im Alter von acht Monaten von einem niederländischen Ehepaar adoptiert. Sie wuchs in Amersfoort und Assen auf und trat am 30. Dezember 2005 im Rahmen der Niederländischen Meisterschaften das erste Mal bei einem Eisschnelllaufwettbewerb an.
Ihre größten Erfolge erreichte Das bislang alle im Jahr 2017 mit einer Goldmedaille über 500 m im Rahmen der Qualifikation für die Winter-Olympiade 2018 in Pyeongchang, mit Silber bei den Niederländischen Sprintmeisterschaften und mit Bronze bei den Niederländischen Kurzdistanzmeisterschaften, dort ebenfalls über 500 m.
Bei den Olympischen Winterspielen 2018 schloss sie das Rennen über 500 m auf Rang 19 ab.

## Persönliche Bestzeiten
- 500 m: 37,84 s (aufgestellt am 15. November 2013 in Salt Lake City)
- 1000 m: 1:15,11 min (aufgestellt am 26. Februar 2017 in Calgary)
- 1500 m: 2:00,06 min (aufgestellt am 12. März 2008 in Calgary)
- 3000 m: 4:23,61 min (aufgestellt am 13. März 2008 in Calgary)

Quelle: 